# Bank Rezerw Malawi
Bank Rezerw Malawi – bank centralny Malawi z siedzibą w Lilongwe, otwarty w czerwcu 1965 roku w Blantyre. Do jego głównych zadań należy emisja waluty Malawi, utrzymywanie rezerw walutowych oraz nadzór nad bankami krajowymi.

## Zadania
Zadania banku określone są w Ustawie o Banku Rezerw Malawi z 1989, według której do głównych zadań banku należy:
- emisja waluty Malawi
- działanie jako bankier i doradca Rządu
- utrzymywanie rezerw walutowych celem zabezpieczenia wartości waluty Malawi
- wdrażanie działań przeznaczonych na wpłynięcie na podaż pieniądza i dostępność kredytów, stóp procentowych oraz kursów walutowych z zamiarem promowania wzrostu gospodarczego, wzrostu zatrudnienia, stabilności cen, a także zrównoważonego poziomu bilansu płatniczego
- promowanie rynku kapitałowego i pieniężnego w Malawi
- działanie jako pożyczkodawca ostatniej szansy dla systemu bankowego
- nadzorowanie banków i innych instytucji finansowych
- gromadzenie danych ekonomicznych z sektora finansowego i innych sektorów w celach badawczych i polityki
- promowanie rozwoju Malawi

## Organizacja
Bankiem zarządza Zarząd, w którego skład wchodzą prezes (governor), jego zastępca oraz 5 innych członków. Członków zarządu powołuje Prezydent kraju – prezesa i jego zastępcę na pięcioletnią kadencję, a pozostałych członków na kadencję dwuletnią.

### Lista prezesów Banku Rezerw Malawi[3][4]
- A. G. Perrin (1968)
- D. E. Thomson (1968–1971)
- John Tembo (1971–1984)
- Lyoond Chakakala Chaziya (1984–1986)
- Chimwemwe Hara (1986–1988)
- Hans Joachim Lesshafft (1988–1992)
- Francis Pelekamoyo (1992–1995)
- Mathews Chikaonda (1995–2000)
- Elias Ngalande (2000–2005)
- Victor Mbewe (2005–2009)
- Perks Ligoya (2009–2012)
- Charles Chuka (od 2012)